# Staind/Diskografie
Diese Diskografie ist eine Übersicht über die musikalischen Werke der US-amerikanischen Rock-Band Staind. Den Schallplattenauszeichnungen zufolge hat sie bisher mehr als 11,3 Millionen Tonträger verkauft, davon alleine in ihrer Heimat über zehn Millionen. Ihre erfolgreichste Veröffentlichung ist das dritte Studioalbum Break the Cycle mit mehr als 5,7 Millionen verkauften Einheiten.

## Alben

### Studioalben
| Jahr | Titel Musiklabel                          | Höchstplatzierung, Gesamtwochen, AuszeichnungChartplatzierungen (Jahr, Titel, Musiklabel, Platzierungen, Wochen, Auszeichnungen, Anmerkungen) | Höchstplatzierung, Gesamtwochen, AuszeichnungChartplatzierungen (Jahr, Titel, Musiklabel, Platzierungen, Wochen, Auszeichnungen, Anmerkungen) | Höchstplatzierung, Gesamtwochen, AuszeichnungChartplatzierungen (Jahr, Titel, Musiklabel, Platzierungen, Wochen, Auszeichnungen, Anmerkungen) | Höchstplatzierung, Gesamtwochen, AuszeichnungChartplatzierungen (Jahr, Titel, Musiklabel, Platzierungen, Wochen, Auszeichnungen, Anmerkungen) | Höchstplatzierung, Gesamtwochen, AuszeichnungChartplatzierungen (Jahr, Titel, Musiklabel, Platzierungen, Wochen, Auszeichnungen, Anmerkungen) | Höchstplatzierung, Gesamtwochen, AuszeichnungChartplatzierungen (Jahr, Titel, Musiklabel, Platzierungen, Wochen, Auszeichnungen, Anmerkungen) | Anmerkungen                                                |
| Jahr | Titel Musiklabel                          | DE | AT | CH | UK | US | Rock | Anmerkungen                                                |
| ---- | ----------------------------------------- | --- | --- | --- | --- | --- | --- | ---------------------------------------------------------- |
| 1996 | Tormented Eigenverlag                     | — | — | — | — | — | — | Erstveröffentlichung: 29. November 1996                    |
| 1999 | Dysfunction Elektra Records               | — | — | — | — | US74 ×2Doppelplatin · (56 Wo.)US | — | Erstveröffentlichung: 13. April 1999 Verkäufe: + 2.000.000 |
| 2001 | Break the Cycle Elektra Records           | DE5 Gold · (34 Wo.)DE | AT6 (29 Wo.)AT | CH18 Gold · (26 Wo.)CH | UK1 Platin · (31 Wo.)UK | US1 ×5Fünffachplatin · (70 Wo.)US | — | Erstveröffentlichung: 22. Mai 2001 Verkäufe: + 5.760.000   |
| 2003 | 14 Shades of Grey Elektra Records         | DE17 (7 Wo.)DE | AT32 (7 Wo.)AT | CH16 (10 Wo.)CH | UK16 (4 Wo.)UK | US1 Platin · (43 Wo.)US | — | Erstveröffentlichung: 20. Mai 2003 Verkäufe: + 1.050.000   |
| 2005 | Chapter V Atlantic Records                | DE37 (3 Wo.)DE | AT43 (5 Wo.)AT | CH24 (6 Wo.)CH | — | US1 Platin · (48 Wo.)US | — | Erstveröffentlichung: 9. August 2005 Verkäufe: + 1.000.000 |
| 2008 | The Illusion of Progress Atlantic Records | DE41 (2 Wo.)DE | AT67 (1 Wo.)AT | CH40 (5 Wo.)CH | UK73 (1 Wo.)UK | US3 (28 Wo.)US | Rock2 (10 Wo.)Rock | Erstveröffentlichung: 19. August 2008                      |
| 2011 | Staind Atlantic Records                   | DE25 (2 Wo.)DE | AT47 (1 Wo.)AT | CH32 (2 Wo.)CH | UK85 (1 Wo.)UK | US5 (8 Wo.)US | Rock1 (14 Wo.)Rock | Erstveröffentlichung: 13. September 2011                   |
| 2023 | Confessions of the Fallen BMG             | DE18 (1 Wo.)DE | AT73 (1 Wo.)AT | CH16 (1 Wo.)CH | — | US64 (1 Wo.)US | Rock11 (1 Wo.)Rock | Erstveröffentlichung: 15. September 2023                   |

grau schraffiert: keine Chartdaten aus diesem Jahr verfügbar

### Livealben
| Jahr | Titel Musiklabel                 | Höchstplatzierung, Gesamtwochen, AuszeichnungChartplatzierungen (Jahr, Titel, Musiklabel, Platzierungen, Wochen, Auszeichnungen, Anmerkungen) | Höchstplatzierung, Gesamtwochen, AuszeichnungChartplatzierungen (Jahr, Titel, Musiklabel, Platzierungen, Wochen, Auszeichnungen, Anmerkungen) | Höchstplatzierung, Gesamtwochen, AuszeichnungChartplatzierungen (Jahr, Titel, Musiklabel, Platzierungen, Wochen, Auszeichnungen, Anmerkungen) | Höchstplatzierung, Gesamtwochen, AuszeichnungChartplatzierungen (Jahr, Titel, Musiklabel, Platzierungen, Wochen, Auszeichnungen, Anmerkungen) | Höchstplatzierung, Gesamtwochen, AuszeichnungChartplatzierungen (Jahr, Titel, Musiklabel, Platzierungen, Wochen, Auszeichnungen, Anmerkungen) | Höchstplatzierung, Gesamtwochen, AuszeichnungChartplatzierungen (Jahr, Titel, Musiklabel, Platzierungen, Wochen, Auszeichnungen, Anmerkungen) | Anmerkungen                         |
| Jahr | Titel Musiklabel                 | DE | AT | CH | UK | US | Rock | Anmerkungen                         |
| ---- | -------------------------------- | --- | --- | --- | --- | --- | --- | ----------------------------------- |
| 2012 | Live from Mohegan Sun Eagle Rock | — | — | — | — | US127 (1 Wo.)US | Rock40 (1 Wo.)Rock | Erstveröffentlichung: 10. Juli 2012 |

Weitere Livealben
- 2007: Live at the Hiro Ballroom
- 2021: Live: It’s Been Awhile

### Kompilationen
| Jahr | Titel Musiklabel                       | Höchstplatzierung, Gesamtwochen, AuszeichnungChartplatzierungen (Jahr, Titel, Musiklabel, Platzierungen, Wochen, Auszeichnungen, Anmerkungen) | Höchstplatzierung, Gesamtwochen, AuszeichnungChartplatzierungen (Jahr, Titel, Musiklabel, Platzierungen, Wochen, Auszeichnungen, Anmerkungen) | Höchstplatzierung, Gesamtwochen, AuszeichnungChartplatzierungen (Jahr, Titel, Musiklabel, Platzierungen, Wochen, Auszeichnungen, Anmerkungen) | Höchstplatzierung, Gesamtwochen, AuszeichnungChartplatzierungen (Jahr, Titel, Musiklabel, Platzierungen, Wochen, Auszeichnungen, Anmerkungen) | Höchstplatzierung, Gesamtwochen, AuszeichnungChartplatzierungen (Jahr, Titel, Musiklabel, Platzierungen, Wochen, Auszeichnungen, Anmerkungen) | Höchstplatzierung, Gesamtwochen, AuszeichnungChartplatzierungen (Jahr, Titel, Musiklabel, Platzierungen, Wochen, Auszeichnungen, Anmerkungen) | Anmerkungen                             |
| Jahr | Titel Musiklabel                       | DE | AT | CH | UK | US | Rock | Anmerkungen                             |
| ---- | -------------------------------------- | --- | --- | --- | --- | --- | --- | --------------------------------------- |
| 2006 | The Singles 1996–2006 Atlantic Records | — | — | — | — | US41 (11 Wo.)US | Rock11 (1 Wo.)Rock | Erstveröffentlichung: 14. November 2006 |

## Singles
| Jahr | Titel Album                         | Höchstplatzierung, Gesamtwochen, AuszeichnungChartplatzierungen (Jahr, Titel, Album, Platzierungen, Wochen, Auszeichnungen, Anmerkungen) | Höchstplatzierung, Gesamtwochen, AuszeichnungChartplatzierungen (Jahr, Titel, Album, Platzierungen, Wochen, Auszeichnungen, Anmerkungen) | Höchstplatzierung, Gesamtwochen, AuszeichnungChartplatzierungen (Jahr, Titel, Album, Platzierungen, Wochen, Auszeichnungen, Anmerkungen) | Höchstplatzierung, Gesamtwochen, AuszeichnungChartplatzierungen (Jahr, Titel, Album, Platzierungen, Wochen, Auszeichnungen, Anmerkungen) | Höchstplatzierung, Gesamtwochen, AuszeichnungChartplatzierungen (Jahr, Titel, Album, Platzierungen, Wochen, Auszeichnungen, Anmerkungen) | Höchstplatzierung, Gesamtwochen, AuszeichnungChartplatzierungen (Jahr, Titel, Album, Platzierungen, Wochen, Auszeichnungen, Anmerkungen) | Anmerkungen                                             |
| Jahr | Titel Album                         | DE | AT | CH | UK | US | Rock | Anmerkungen                                             |
| ---- | ----------------------------------- | --- | --- | --- | --- | --- | --- | ------------------------------------------------------- |
| 2001 | It’s Been Awhile Break the Cycle    | DE43 (9 Wo.)DE | AT54 (12 Wo.)AT | CH79 (5 Wo.)CH | UK15 Silber · (6 Wo.)UK | US5 Gold · (46 Wo.)US | — | Erstveröffentlichung: 20. März 2001 Verkäufe: + 765.000 |
| 2001 | Fade Break the Cycle                | — | — | — | — | US62 (17 Wo.)US | — | Erstveröffentlichung: 4. September 2001                 |
| 2001 | Outside Break the Cycle             | DE73 (9 Wo.)DE | AT69 (4 Wo.)AT | CH53 (6 Wo.)CH | UK33 Silber · (2 Wo.)UK | — | — | Erstveröffentlichung: Mai 2001 Verkäufe: + 200.000      |
| 2001 | For You Break the Cycle             | — | — | — | UK55 (2 Wo.)UK | US63 (20 Wo.)US | — | Erstveröffentlichung: 25. Dezember 2001                 |
| 2003 | Price to Play 14 Shades of Grey     | — | — | — | UK36 (2 Wo.)UK | US66 (7 Wo.)US | — | Erstveröffentlichung: 1. April 2003                     |
| 2003 | So Far Away 14 Shades of Grey       | — | — | — | — | US24 (28 Wo.)US | — | Erstveröffentlichung: 17. Juni 2003                     |
| 2005 | Right Here Chapter V                | — | — | — | — | US55 Gold · (20 Wo.)US | — | Erstveröffentlichung: 7. Juni 2005 Verkäufe: + 500.000  |
| 2008 | Believe The Illusion of Progress    | — | — | — | — | US83 (3 Wo.)US | — | Erstveröffentlichung: 24. Juni 2008                     |
| 2009 | This Is It The Illusion of Progress | — | — | — | — | — | Rock39 (9 Wo.)Rock | Erstveröffentlichung: 26. Januar 2009                   |
| 2011 | Not Again Staind                    | — | — | — | — | — | Rock4 (26 Wo.)Rock | Erstveröffentlichung: 19. Juli 2011                     |
| 2011 | Eyes Wide Open Staind               | — | — | — | — | — | Rock23 (20 Wo.)Rock | Erstveröffentlichung: 29. November 2011                 |
| 2012 | Now Staind                          | — | — | — | — | — | Rock27 (17 Wo.)Rock | Erstveröffentlichung: 23. April 2012                    |

grau schraffiert: keine Chartdaten aus diesem Jahr verfügbar
Weitere Singles
- 1998: Suffocate
- 1998: Just Go
- 1999: Mudshovel
- 1999: Home
- 2002: Epiphany
- 2004: How About You
- 2004: Zoe Jane
- 2005: Falling
- 2006: Everything Changes
- 2006: King of All Excuses
- 2008: All I Want
- 2009: The Way I Am
- 2012: Something to Remind You
- 2023: Lowest in Me
- 2023: Here and Now

## Videoalben und Musikvideos

### Videoalben
| Jahr | Titel                 | Höchstplatzierung, Gesamtwochen, AuszeichnungChartplatzierungen (Jahr, Titel, Platzierungen, Wochen, Auszeichnungen, Anmerkungen) | Höchstplatzierung, Gesamtwochen, AuszeichnungChartplatzierungen (Jahr, Titel, Platzierungen, Wochen, Auszeichnungen, Anmerkungen) | Höchstplatzierung, Gesamtwochen, AuszeichnungChartplatzierungen (Jahr, Titel, Platzierungen, Wochen, Auszeichnungen, Anmerkungen) | Höchstplatzierung, Gesamtwochen, AuszeichnungChartplatzierungen (Jahr, Titel, Platzierungen, Wochen, Auszeichnungen, Anmerkungen) | Höchstplatzierung, Gesamtwochen, AuszeichnungChartplatzierungen (Jahr, Titel, Platzierungen, Wochen, Auszeichnungen, Anmerkungen) | Höchstplatzierung, Gesamtwochen, AuszeichnungChartplatzierungen (Jahr, Titel, Platzierungen, Wochen, Auszeichnungen, Anmerkungen) | Anmerkungen                |
| Jahr | Titel                 | DE | AT | CH | UK | US | Rock | Anmerkungen                |
| ---- | --------------------- | --- | --- | --- | --- | --- | --- | -------------------------- |
| 2012 | Live from Mohegan Sun | — | — | — | UK26 (1 Wo.)UK | — | — | Erstveröffentlichung: 2012 |

Weitere Videoalben
- 2001: MTV Unplugged (US: Gold)
- 2006: The Videos
- 2021: It’s Been Awhile: Live from Foxwoods 2019

### Musikvideos
- 1998: Just Go
- 1999: Mudshovel
- 1999: Home
- 2001: It’s Been Awhile
- 2001: Fade
- 2001: Outside
- 2001: For You
- 2002: Epiphany
- 2003: Price to Play
- 2003: So Far Away
- 2005: Right Here
- 2005: Falling
- 2006: Everything Changes
- 2008: Believe
- 2008: All I Want
- 2009: The Way I Am
- 2011: Not Again
- 2011: Eyes Wide Open
- 2023: Lowest in Me
- 2023: Here and Now

## Statistik

### Chartauswertung
|                     | DE    | AT    | CH    | UK    | US    | Rock      |
| ------------------- | ----- | ----- | ----- | ----- | ----- | --------- |
| Nummer-eins-Alben   | DE—DE | AT—AT | CH—CH | UK1UK | US3US | Rock1Rock |
| Top-10-Alben        | DE1DE | AT1AT | CH—CH | UK1UK | US5US | Rock2Rock |
| Alben in den Charts | DE6DE | AT6AT | CH6CH | UK4UK | US9US | Rock5Rock |

|                       | DE    | AT    | CH    | UK    | US    | Rock      |
| --------------------- | ----- | ----- | ----- | ----- | ----- | --------- |
| Nummer-eins-Singles   | DE—DE | AT—AT | CH—CH | UK—UK | US—US | Rock—Rock |
| Top-10-Singles        | DE—DE | AT—AT | CH—CH | UK—UK | US1US | Rock1Rock |
| Singles in den Charts | DE2DE | AT2AT | CH2CH | UK4UK | US7US | Rock4Rock |

|                          | DE    | AT    | CH    | UK    | US    | Rock      |
| ------------------------ | ----- | ----- | ----- | ----- | ----- | --------- |
| Nummer-eins-Videoalben   | DE—DE | AT—AT | CH—CH | UK—UK | US—US | Rock—Rock |
| Top-10-Videoalben        | DE—DE | AT—AT | CH—CH | UK—UK | US—US | Rock—Rock |
| Videoalben in den Charts | DE—DE | AT—AT | CH—CH | UK1UK | US—US | Rock—Rock |

### Auszeichnungen für Musikverkäufe
| Goldene Schallplatte - Australien - 2001: für das Album Break the Cycle - 2001: für die Single It’s Been Awhile - Dänemark - 2001: für das Album Break the Cycle - Kanada - 2003: für das Album 14 Shades of Grey - Schweden - 2002: für das Album Break the Cycle | Platin-Schallplatte - Neuseeland - 2001: für die Single It’s Been Awhile 2× Platin-Schallplatte - Kanada - 2001: für das Album Break the Cycle - Neuseeland - 2001: für das Album Break the Cycle |

Anmerkung: Auszeichnungen in Ländern aus den Charttabellen bzw. Chartboxen sind in ebendiesen zu finden.
| Land/RegionAuszeichnungen für Musikverkäufe (Land/Region, Auszeichnungen, Verkäufe, Quellen) | Silber     | Gold       | Platin       | Verkäufe   | Quellen                       |
| -------------------------------------------------------------------------------------------- | ---------- | ---------- | ------------ | ---------- | ----------------------------- |
| Australien (ARIA)                                                                            | —          | 2× Gold2   | —            | 70.000     | aria.com.au                   |
| Dänemark (IFPI)                                                                              | —          | Gold1      | —            | 25.000     | hitlisten.nu                  |
| Deutschland (BVMI)                                                                           | —          | Gold1      | —            | 150.000    | musikindustrie.de             |
| Kanada (MC)                                                                                  | —          | Gold1      | 2× Platin2   | 250.000    | musiccanada.com               |
| Neuseeland (RMNZ)                                                                            | —          | —          | 3× Platin3   | 60.000     | aotearoamusiccharts.co.nz NZ2 |
| Schweden (IFPI)                                                                              | —          | Gold1      | —            | 30.000     | sverigetopplistan.se          |
| Schweiz (IFPI)                                                                               | —          | Gold1      | —            | 20.000     | hitparade.ch                  |
| Vereinigte Staaten (RIAA)                                                                    | —          | 3× Gold3   | 9× Platin9   | 10.050.000 | riaa.com                      |
| Vereinigtes Königreich (BPI)                                                                 | 2× Silber2 | —          | Platin1      | 700.000    | bpi.co.uk                     |
| Insgesamt                                                                                    | 2× Silber2 | 10× Gold10 | 15× Platin15 |            |                               |